# Pustá Rybná
Pustá Rybná là một làng thuộc huyện Svitavy, vùng Pardubický, Cộng hòa Séc.